# Politiske partier i Rumænien
Rumænien er et flerpartidemokrati siden 1990. De vigtigste politiske partier i Rumænien i dag er:
- Nationalliberale parti
- Socialdemokratiske parti
- Demokratisk-liberale Parti
- Kristelig-demokratiske Nationale Bondeparti
- Demokratisk Forening af Ungarere i Rumænien
- Storrumænien-partiet

## Mindre partier
- Grønne Parti
- Demokratisk Forum af Tyskere i Rumænien
- Konservative Parti (Rumænien)

## Tidligere partier
- Jerngarden, en fascistisk bevægelse